# Matematika

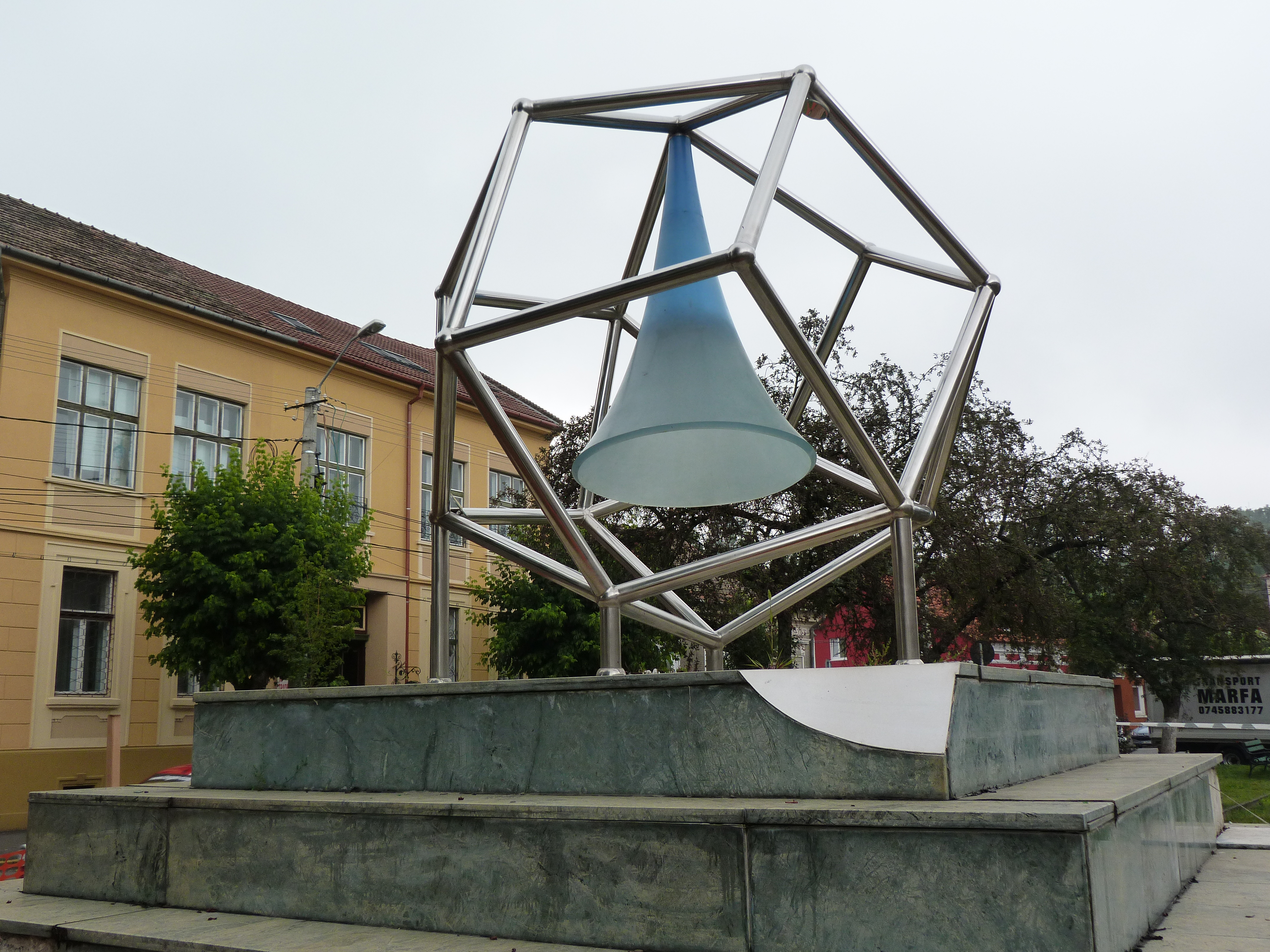
Pszeudoszféra Marosvásárhelyen, a Bolyai téren

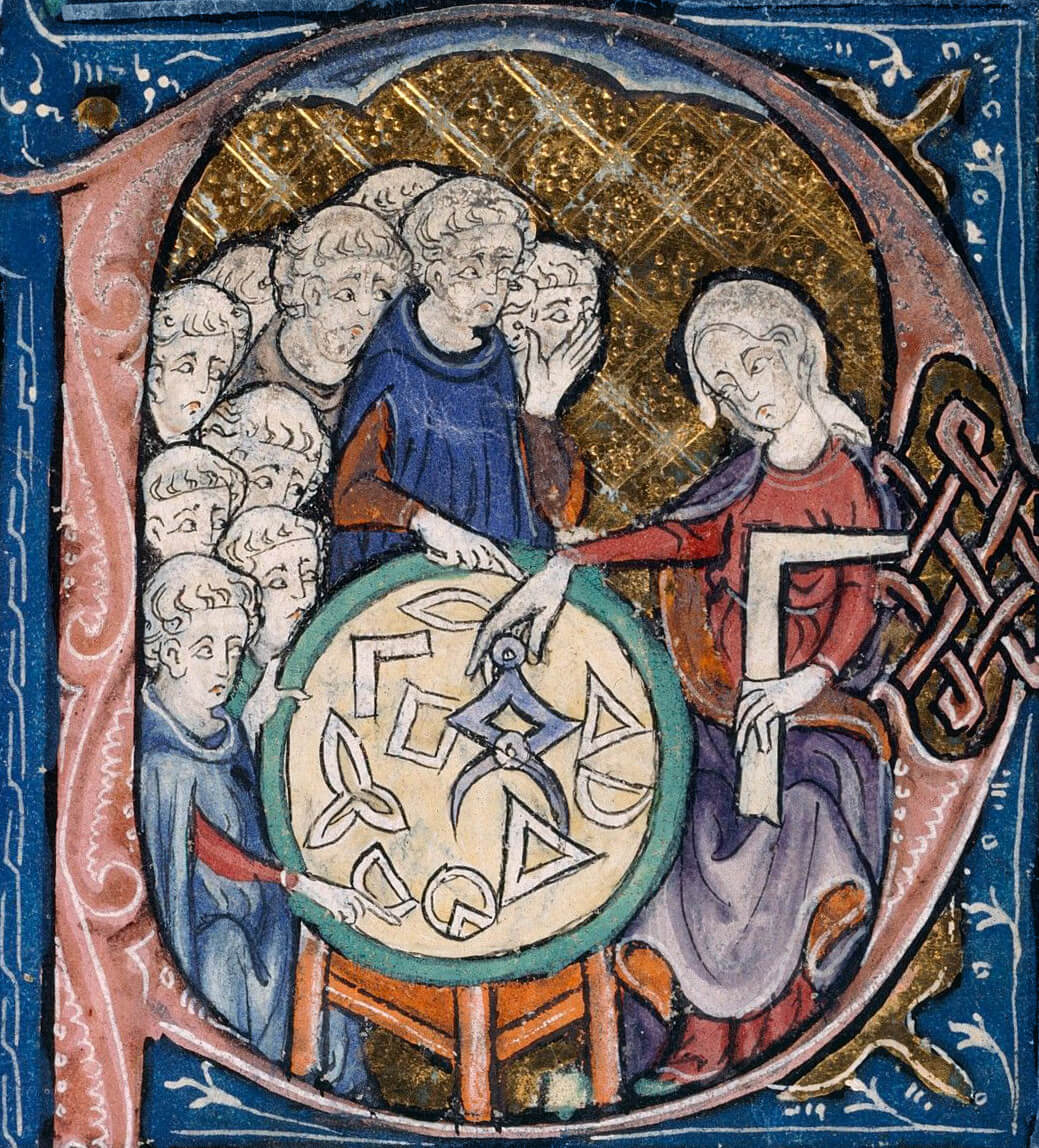
Illusztráció Euklidész: Elemek c. híres geometria-tankönyvéhez (Franciaország, XIV. szd. első évtizedei)

A matematika tárgyát és módszereit tekintve, sajátos tudomány, mely részben a többi tudomány által vizsgált, részben pedig a matematika „belső” fejlődéséből adódóan létrejött (felfedezett, ill. feltalált) rendszereket, struktúrákat, azok absztrakt, közösen meglévő tulajdonságait vizsgálja.
Régebben a „mennyiség és a tér tudományaként” (vagyis a számok és geometriai alakzatok tanaként) határozták meg, a múlt század elejétől kezdve pedig a matematikáról azt tartották, hogy az „a halmazelmélet absztrakt struktúráinak formális logikai szemlélettel és a javarészt erre épülő matematikai jelölésrendszerrel való vizsgálata”.
Ma már nemcsak az első, hanem a második álláspontot is vitathatónak, túlhaladottnak tartják mind egyes tudományfilozófiai, mind egyes didaktikai áramlatok képviselői. A matematikát nehéz pontosan meghatározni, mibenlétének kérdése még manapság is, sőt manapság különösen, vita tárgya, élő és nem lezárt tudományos probléma, mellyel a matematikafilozófia (a filozófia egyik területe, sőt már-már önálló tudományága) foglalkozik. Amíg a matematikába sorolt tevékenységekről, módszerekről és fogalmakról (vagyis mi az, ami a matematika körébe tartozik, és mi az, ami nem) ha nem is teljes, de nagy fokú és vitákat alig-alig kiváltó egyetértés alakult ki, addig a matematika által tanulmányozott fogalmak lételméleti helyzetéről, ismeretelméleti megközelítéséről, magának a matematikának mint tevékenységnek a jellegéről, sőt céljáról („keményvonalas” természet- vagy pedig „szoft” társadalomtudomány, esetleg művészet; empirikus vagy inkább normatív stb.) a legkülönfélébb releváns elképzelések léteznek egymással párhuzamosan.
Ezért a következőkben megpróbáljuk ehelyett néhány fontos, megkülönböztető sajátosságát kiemelni, melyek egyike-másika más tudományokban is megtalálható, de így együtt az összes csak a matematikában. A matematika sajátossága elsősorban különleges témaválasztásában, kutatási területeiben és módszereiben, nyelv- és jelölésrendszerében rejlik.

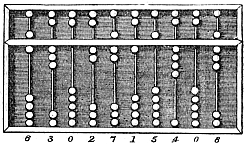
Abakusz – számolótábla képe az Encyclopædia Britannica 1875-ös kiadásából

## A matematika megkülönböztető sajátosságai

### Magasfokú absztrakció és specializáció
A legegyszerűbb matematikai fogalmak is, mint a szám vagy a pont fogalma, magas fokú, és történetileg szinte mindig több évszázad, évezred alatt végbemenő absztrakció eredményei. E folyamat során dolgok (tárgyak, fogalmak) egy összességét tekintve elvonatkoztatunk azon tulajdonságoktól, melyek a vizsgálat szempontjából lényegtelenek, és csak bizonyos kiemelt tulajdonságokat veszünk figyelembe. 

Matematikailag egy absztrakció eredményeképp létrejött fogalom azonosítható azon dolgok halmazával, melyek a fogalom körébe tartoznak.
A matematikában gyakorta előfordul a specializációnak elnevezett fogalomalkotási eljárás. Ez logikailag egy fogalomból részfogalom, halmazelméletileg pedig egy halmazból részhalmaz képzésének felel meg. Így kapjuk például a „kutya” fogalmából a „belga juhászkutya”, a „kémiai elem” fogalmából a „halogénelem”, a „szám” (egész szám) fogalmából a „páros” illetve „páratlan” szám fogalmát

### Sajátos módszerek
Módszerei szintén igen jellemzőek e tudományra, ezek közül a legfőbbek a matematikai logika tudományára alapozott deduktív vagy axiomatikus ismeretszerzés-rendezés (az úgynevezett axiomatikus-deduktív módszer), és (elsősorban a halmazelmélet szimbolikájára, nyelvezetére alapozott) speciális matematikai nyelv, jelölésrendszer.

### Különleges nyelvezet és szimbolika
Mivel a matematika gyakran olyan fogalmakkal és módszerekkel dolgozik, melyek a „való” életben és más tudományokban csak áttételesen fordulnak elő, szükség volt egy sajátos szaknyelv, ezen túl pedig egy tömör és a köznyelvi kétértelműségektől mentes szimbólumrendszer, a matematikai nyelv kialakulására. Ez a matematika történeti fejlődése során hosszasan alakult és formálódott: kezdetben a matematikusok is mindent élőszóban és írásos köznyelven fejeztek ki (retorikus matematika korszaka), majd szórövidítéseket kezdtek alkalmazni (elsőként Diophantosz görög matematikus, algebra- és számelmélet-kutató), az ilyen jelek később egyre inkább elszakadtak köznyelvi jelentésüktől és formájuktól (szinkopált matematika korszaka), és a mai matematikai szimbólumokká (=, gyökjel, integráljel stb.) alakultak (formális matematika korszaka). A matematika minden ágának megvan a maga külön szaknyelve és „nyelvjárása”, de a múlt század közepétől elterjedt halmazelméleti-logikai szemlélet híveinek és az ezzel járó nyelv- és szimbólumhasználatnak hosszú időre sikerült olyan tartalmi és formai egységet teremteniük a matematikában, mely utolérte, sőt túl is szárnyalta az ókori görög matematika ez irányú teljesítményét.

## A matematika tárgya és besorolása

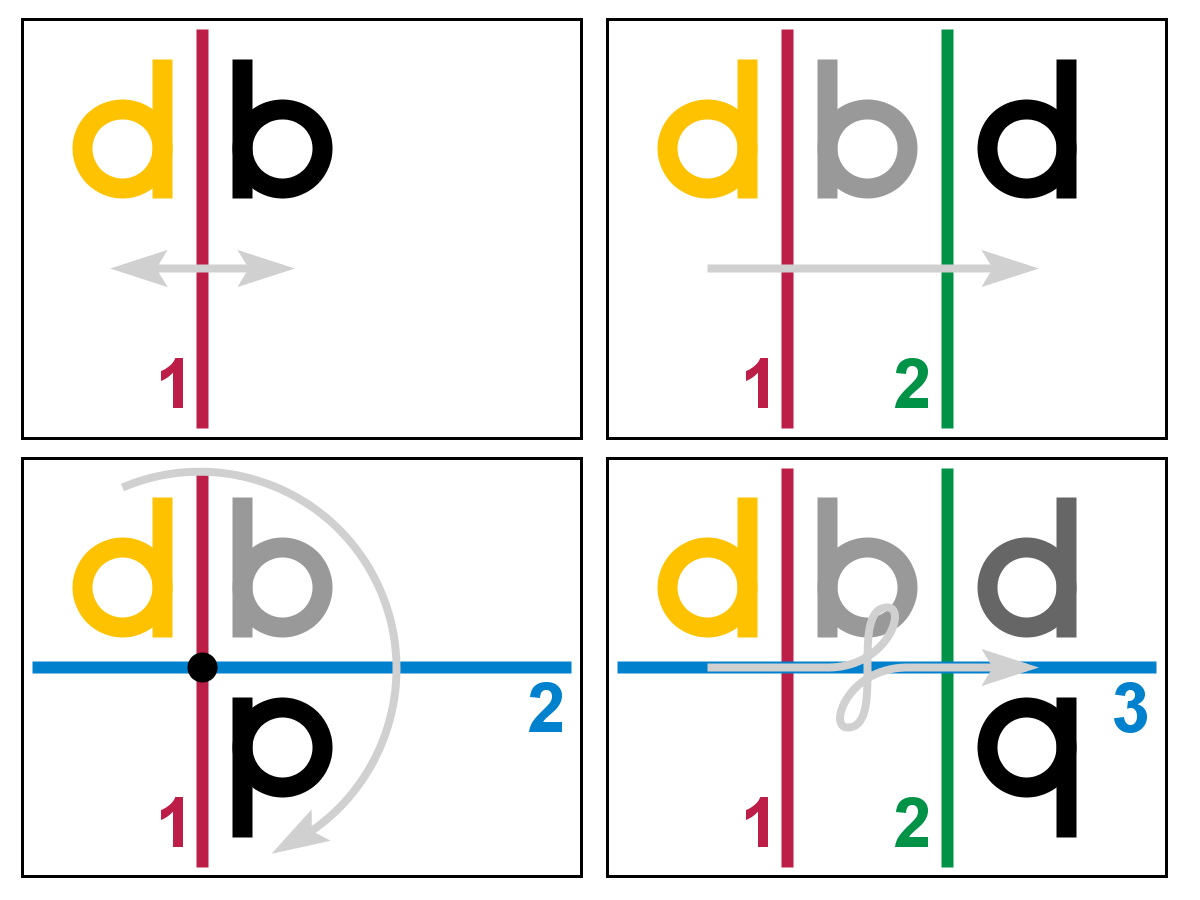
Egybevágósági transzformációk az euklideszi síkon

A matematika által vizsgált rendszerek legtöbbször a természettudományokból származnak, ezen belül is gyakran a fizika tárgyköréből. Szokás néha a matematikát is a természettudományok közé sorolni, de erről a szakemberek – matematikusok, filozófusok, tudománytörténészek – stb. véleménye megoszlik.
Egyesek a matematikát szociális konstrukciónak tartják, abban az értelemben, hogy úgy tekintik, a matematika fogalmai a – Émile Durkheim által a szociológiában bevezetett kifejezést használva – kollektív gondolkodás termékei (lásd erről: Reuben Hersh). Mások a matematika által vizsgált objektumoknak egy külön, az anyagi és társadalmi létezésnél magasabb rendű, de legalábbis azoktól teljesen különböző létezési formát tulajdonítanak (lásd erről Karl Popper filozófus, vagy a modern logika legmegrázóbb eredményeit elérő Kurt Gödel matematikai logikus platonista álláspontját). Sokan pedig, nem ritkán matematikusok, a matematikát inkább művészetnek, mint tudománynak tartják. A matematika besorolása tehát vitatott.
Annyi bizonyos azonban, hogy a fizikából vagy egyéb alkalmazott tudományból vett témakörökön kívül a matematikusok például gyakran olyan struktúrákkal is foglalkoznak, melyek a matematikán belül nyernek értelmet, nem más tudományterületekről származnak.

Fermat-féle spirál

## A matematika eredete és története
A matematika tudományának kialakulásával, változásaival, vagyis a matematika történetével a tudománytörténet megfelelő ága, a matematikatörténet foglalkozik.
A matematika szó a görög „manthano” (tanulni) igéből származik, származékai: a μάθημα (máthema) szó jelentése „tan, tudomány, tudás”, a μαθηματικός (mathematikós) pedig azt jelenti, „tudásra vágyik”. A „ta mathematika” a preszókratikus filozófusok korában „megtanulható/megtanulandó, gondolattal felfogható dolgok”-at (vagyis, mai szóval, „tudományt”) jelentett: a matematika körébe soroltak minden elméleti jellegű ismeretet. Püthagorasztól kezdve már inkább csak az elméleti jellegű, „tiszta” mennyiségtant; szemben az alkalmazott mennyiségtani tudományokkal, mint a csillagászat vagy az optika .
Gyakori álláspont, hogy történelmileg a matematika legalapvetőbb szabályai – amennyire ez a legkorábbi ismert matematikai tárgyú iratokból (például Ahmesz-papirusz) kiderül, gabonaszétosztási, űrmérték-, térfogat- és földterület-mérési, és hasonló egyszerű, a „való életből” vett, élelmezési, kereskedelmi, gazdasági jellegű problémák megoldásából adódik. Ez az állapot jellemző lehetett az ókori keletre. Mások hangsúlyozzák a korai matematika szakrális, vallásokkal, ill. filozófiákkal kapcsolatos jellegét is. Az ókorban, ha nem is mindig a mai teljességgel, de ismert volt rengeteg olyan eredmény (például az összeadás és szorzás fogalma, a törtek, a fontosabb geometriai idomok és több esetben ezek terület- és térfogat-képletei, a π szám közelítése, az algebrai egyenletekhez vezető gondolkodásmód stb.), melyet ma általános iskolákban tanítanak.
A görög civilizáció felemelkedésével a matematika óriási elméleti fejlődésen ment át anélkül, hogy gyakorlati alkalmazásaitól elfordultak volna. A folyamat az elméleti matematika kibontakozásával, a püthagoreusok számelméleti és Thalész geometriai felfedezéseivel indult (Kr. e. VI. szd.), viszont az egyik legnagyobb görög matematikust, Arkhimédészt az alkalmazott matematika legfontosabb korai alakjának tartjuk. A – mai szóval – irracionális számok püthagoreusok általi felfedezése hatalmas lökést adott a geometriai felfedezéseknek, és e folyamat végül Eukleidész híres tankönyvéhez, az Elemekhez vezetett; ugyanakkor a tiszta algebra fejlődését némileg visszavetette. A korszak (vagy annak vége) fontos és híres, megoldhatatlannak bizonyult problémái a kockakettőzés és a körnégyszögesítés, a korszak eredményei közt van még a kúpszeletek felfedezése.
E fényesként számontartott korszak azzal ért véget, hogy a római civilizáció (gyakorta erőszakos módon) rátelepedett a görögre, és megszerezte az akkori művelt világ feletti uralmat. A matematika szempontjából a mediterrán római és az azt követő kontinentális korai keresztény civilizációt (kb. a reneszánsz idejéig) a stagnálás, ha nem a hanyatlás korszakának szokás tekinteni. Egy fontos kivétel azért akad: a skolasztikus keresztény műveltségben fontos szerepet kapott a logika. A korszak fontos lépése volt, hogy megkezdődött a negatív számok felfedezése és sok vitát kiváltó elismerése, illetve a római helyett az arab számírás legalább ennyi vitát kiváltó bevezetése.
Ha ezzel egy időben keletebbre tekintünk, ott a helyzet kevésbé volt „rossz”: az arab, indiai és kínai matematika ebben az időben is virágzott, noha új felfedezések és más egyebek tekintetében egyik sem mérhető a görögökéhez. Az arabokat a geometrizáló görögökkel ellentétben inkább az algebra érdekelte, e tudományt magas szinten művelték.
Az európaiak önálló új eredményeket csak a reneszánsz idején értek el ismét: fontos probléma a harmadfokú egyenletek megoldása (ami a komplex számok fogalmának kialakulásához vezetett). A korszakban az ókori eredmények egy részét és általában az egész ókori kultúrát újra felfedezték. A reneszánsz festők a perspektíva felfedezésével és vizsgálatával olyan tér-modellt alkottak, mely megalapozta a projektív geometria tizenkilencedik századi kialakulását.
Az európai matematika lassan ismét virágzásnak indult, a legfontosabb és legismertebb tudósok, Pierre Fermat, René Descartes, Blaise Pascal, Gottfried Wilhelm Leibniz, Isaac Newton, Leonhard Euler, Carl Friedrich Gauss és mások közreműködése által egészen a legújabb korig. A tizenkilencedik században óriási áttörést jelentett Georg Cantor halmazelmélete, mely alapjaiban változtatta meg a matematika arculatát, és a kutatás fő irányát ismét az igen elvont elméleti síkra terelte. A huszadik században több évezredes, évszázados probléma oldódott meg (nemcsak az ókori kockakettőzés, körnégyszögesítés, és szögharmadolás, de például a Fermat-sejtés kérdése, vagy a valószínűség fogalmának matematikai megalapozása is). A huszadik századi matematika legfontosabb felfedezésének mégis a számítástechnika elméleti alapjainak kialakulását tarthatjuk (ebben kulcsszerepe volt a magyar származású Neumann Jánosnak), mely több elemző szerint egy új civilizációtípus, az információs társadalom kialakulásához fog vezetni.
Az emberiség történelme során a matematika még tiszta formájában is mindig megtalálta fontos alkalmazásait, sőt, sokszor a legnagyobb matematikai felfedezések természettudományos, elsősorban fizikai problémáknak és motivációnak köszönhetőek. A „tiszta”, általános iskolai szintet meghaladó matematika jelentősége a huszadik században (az ún. szputnyik-sokk után) különösen felértékelődött a nyugati civilizációban, és ennek eredményei máig érezhetőek a matematika oktatásában. Bár a hidegháború hatása csökkenni látszik, jelenleg az informatikai eszközök rendkívül gyors, a mindennapi életre is jelentős hatást gyakorló fejlődése, amely folyamatnak komoly matematikai alapjai vannak, továbbra is magával hozza a matematika művelésének és oktatásának kiemelt szerepét, fontosságát. Az UNESCO által is elismerten a matematika, az anyanyelvi műveltség melletti másik tényezőként, mindenfajta műveltség egyik alappillére.

## A matematika részterületekre osztása
A matematikát a szakemberek többé-kevéssé egymással megegyezésben a lentebb felsorolt nagyobb részterületekre, tudományágakra szokták osztani. Természetesen ezek az ágak szervesen összekapcsolódnak egymással, és a matematikusok igyekeznek ezeket a szálakat a lehető legszorosabban összekapcsolni.
A főbb tudományágak nevei általában többé-kevésbé megfelelnek a legtöbb magyar egyetem matematikai tanszékei, tanszékcsoportjai elnevezéseinek. Különféle szerzők műveiben találhatóak felosztásbeli eltérések (különösen a diszkrét matematika, az operációkutatás, a numerikus módszerek matematikája, illetve a matematika frissebb ágai – például számítógép-tudomány – elkülönítésében, elnevezésében, besorolásában).

### Matematikai logika
A klasszikus (kétértékű) matematikai logika feladata azoknak a módszereknek az elemzése, melyeket a matematikusok a bizonyításaik, érveléseik során használhatnak. Fő ágai a kijelentéslogika, a bizonyításelmélet, a modellelmélet. A matematikai logikának ezen és a matematikán kívül fő alkalmazási területe az informatika, az elméleti fizika és az automaták tervezése és irányítása (nem-klasszikus logikák).

### Halmazelmélet

Halmazok metszetei

A halmazelmélet (a matematikai logikával együtt) az az alapelmélet, amely a matematika keretét, nyelvét és alapvető szemléletét adja. Minden matematikai objektum végső soron valamilyen halmaz (esetleg osztály), sokaság. Speciális halmazok a relációk, speciális relációk a függvények; speciális függvények az elemrendszerek és halmazrendszerek. A halmazelméletnek mint keretelméletnek lezárása a matematikai struktúra fogalma, és a rá épülő struktúraelmélet: ez lényegében egy halmaz és egy felette értelmezett, azaz e halmaz részhalmazaiból álló halmazrendszer. E halmazrendszerre különféle előírásokat adhatunk, hogy milyen legyen, eszerint lehet a matematikai struktúrák fogalmát relációs, algebrai, topologikus, vagy kombinatorikus struktúrákra osztani.
A halmazelmélet azonban nem pusztán matematikai keretelmélet, hanem önálló ágai is vannak, például kombinatorikus halmazelmélet, a belső modellek elmélete, a nagyszámosságok elmélete, leíró halmazelmélet.

### Algebra
A matematikai műveletek elvont tanulmányozása. Ágai a klasszikus (~elemi), az absztrakt, a lineáris és az univerzális algebra.

### Számelmélet
A számelmélet (aritmetika) a matematika egy tudományága, mely eredetileg a természetes számok illetve az egész számok oszthatósági tulajdonságait vizsgálta. Az egész számok számelméleti tulajdonságai vizsgálhatóak egészen elemi eszközökkel is (elemi számelmélet), de a felsőbb matematika eszköztára (komplex analízis) segítségével is (analitikus számelmélet). Az egész számok körében felvetődő bizonyos kérdések tanulmányozása vezetett a számelmélet problémáinak és fogalmainak gyűrűkre vonatkozó kiterjesztéséhez, a gyűrűk (szám)elméletét algebrai számelméletnek nevezzük.

### Geometria
A geometria a matematika térbeli törvényszerűségek, összefüggések leírásából kialakult ága (maga a geometria szó görögül eredetileg földmérést jelentett). Fő ágai: a projektív, az ábrázoló, az analitikus, és a differenciálgeometria, minden ágon tárgyalható az euklideszi, ill. nemeuklideszi geometriák szemlélete szerint. (Nem a geometriához, hanem a kombinatorikához szokás sorolni a véges geometriák elméletét.)

### Analíziséstopológia

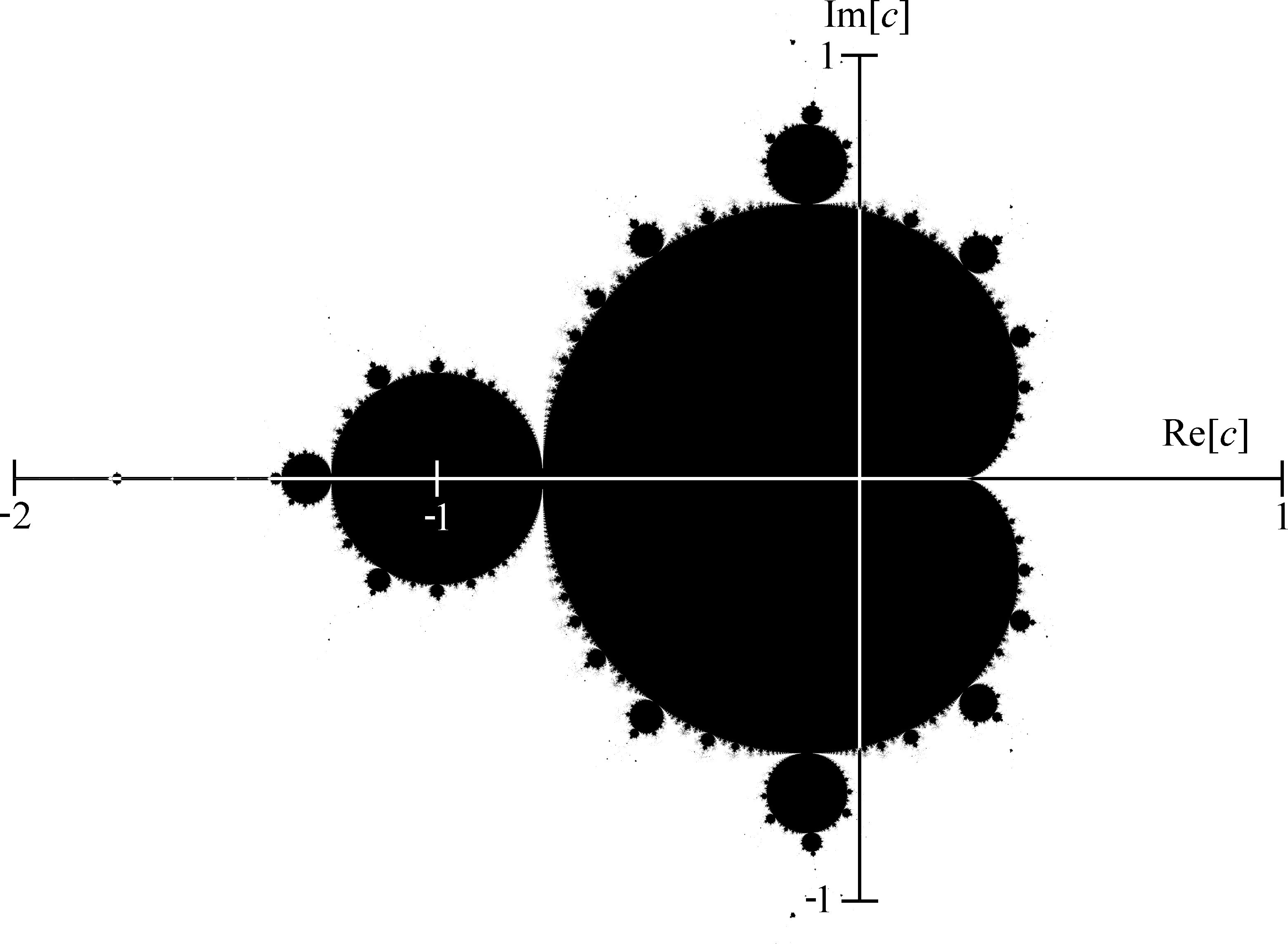
Mandelbrot-halmaz, tengelyekkel ábrázolva

A (függvény)analízis a matematika kulcsfontosságú, és az egyik leginkább alkalmazásközeli részterülete, amely a mennyiségi változások matematikai leírásából fejlődött ki. Főbb fogalmai: mérték, differenciálhányados, integrál. Főbb ágai: valós, komplex, funkcionál-, Fourier-, és numerikus analízis. A topológia nagyon szoros kapcsolatban van az analízissel, főbb ágai: leíró, kombinatorikus, és általános topológia. A dinamikai rendszerek elmélete az analízis és a topológia sajátos határterülete.

### Véges vagydiszkrét matematika
Egy pontatlan, de valamiféle összegzést mégis nyújtó kép szerint ide főleg a matematika azon területei tartoznak, melyek művelése derivált- és integráloperátor, egyszóval „folytonos”, analitikus módszerek nélkül is kielégítően lehetséges, a véges és/vagy nem-folytonos struktúrák tanulmányozása. Főbb ágai: Kombinatorika (gráfelmélet, véges és diszkrét geometriák, halmazrendszerek (hipergráfok) elmélete), játékelmélet, kombinatorikus számelmélet. Sokan ide sorolják a számítástudományt is.

### Valószínűségszámítás
A valószínűségszámítás olyan jelenségekkel foglalkozik, amelyek lényegében azonos körülmények között tetszőlegesen sokszor megismételhetők, de kimenetelüket a rögzített lényeges tényezőkön kívül sok más tényező is befolyásolja. Fogalmai, módszerei alapján az analízis alágaként is besorolható.

### Számítástudomány
A számítástudomány vagy számítógép-tudomány (computer science) a matematika egyik igen fiatal tudományága, amely az információfeldolgozó gépek (például számítógépek) tervezésének és működtetésének elméleti, matematikai alapjaival foglalkozik. Némileg elnagyoltan az algoritmusok általános elméletének is nevezhető.
Sok lehetséges al-ága még nem differenciálódott eléggé ahhoz, hogy egy általánosan elfogadottnak tekinthető felosztást kielégítő biztonsággal meg lehessen állapítani. Főbb területek és fogalmak: algoritmusok, nyelvek, absztrakt automaták, számítási bonyolultságelmélet, kommunikációs bonyolultságelmélet.

### Operációkutatás
Kategóriái: kibernetika, vezérléselmélet, matematikai programozás

## A matematika tárgyai

### Mennyiségek
Számok – Természetes számok – Egész számok – Racionális számok – Algebrai számok – Transzcendens számok – Valós számok – Komplex számok – Hiperkomplex számok – Kvaterniók – Oktoniók – Szedeniók – Hipervalós számok – Szürreális számok
Egész sorozatok – Matematikai konstansok –  Végtelen

### Egyenlőtlenségek
Bernoulli-egyenlőtlenség, számtani és mértani közép közötti egyenlőtlenség, a mértani és harmonikus közép közötti egyenlőtlenség, számtani és négyzetes közép közötti egyenlőtlenség, Cauchy–Bunyakovszkij–Schwarz-egyenlőtlenség, a Hölder-egyenlőtlenség, a hatványközepek közötti egyenlőtlenség, a szimmetrikus közepek közötti egyenlőtlenség, a Muirhead-egyenlőtlenség, a Jensen-egyenlőtlenség, a Carleman-egyenlőtlenség, a Hardy-egyenlőtlenség, a Hilbert-egyenlőtlenség, az izoperimetrikus egyenlőtlenség, a háromszög-egyenlőtlenség

Az Euler-féle szám helye az azonos nevű képletben

Aritmetika – Analízis – Vektorkalkulus – Differenciálegyenletek – Dinamikai rendszerek és káoszelmélet – Törtkalkulus – Függvények listája

### Struktúra
Absztrakt algebra – Számelmélet – Algebrai geometria – Csoportelmélet – Monoidok – Topológia – Lineáris algebra – Gráfelmélet – Univerzális algebra – Kategóriaelmélet

### Tér
Topológia – Geometria – Trigonometria – Algebrai geometria – Differenciálgeometria – Differenciáltopológia – Algebrai topológia – Lineáris algebra – Fraktálgeometria

### Diszkrét matematika
Kombinatorika – Naiv halmazelmélet – Valószínűségszámítás – Számítástudomány – Véges matematika – Kriptográfia – Kódelmélet – Gráfelmélet – Játékelmélet

### Alkalmazott matematika
Mechanika – Numerikus eljárások elmélete – Optimumszámítás – Valószínűségszámítás – Statisztika

### Híres eredmények és sejtések
Az algebra alaptétele
– Beatty-tétel
– Bing–Nagata–Szmirnov-tétel
– Bolzano–Darboux-tétel
– Borsuk-tétel
– Borsuk-sejtés
– Burnside-probléma
– Catalan-sejtés
– Centrális határeloszlás-tétel
– Dirichlet-tétel
– Nagy Fermat-tétel (1994-ig Fermat-sejtés)
– Gauss–Lucas-tétel
– Goldbach-sejtés
– Gödel nemteljességi tétele
– Green–Tao-tétel
– Hilbert-problémák
– Ikerprím-sejtés
– Jordan-féle görbetétel
– Kepler-sejtés
– Kontinuumhipotézis
– A kvadratikus reciprocitás tétele
– Laczkovich-tétel
– Minkowski–Hajós-tétel
– A négy-négyzetszám-tétel
– Négyszín-tétel
– Perfektgráf-tétel
– Pitagorasz-tétel
– Poincaré-sejtés
– Riemann-sejtés
– Stirling-formula
– Szemerédi-tétel
– Van der Waerden tétele 
– A véges egyszerű csoportok klasszifikációja
– A számelmélet alaptétele
– Waring-probléma
– Zorn-lemma

## Egyéb
A mai tömegkultúrában sok tekintetben helytelen, a matematikát művelők által alkotottól teljesen eltérő kép él a matematikáról. Sok, a matematikát csak felületesen ismerő ember túlságosan elvont, nem kreatív jellegű tudáshalmaznak képzeli e tudományt, amelyet mechanikusan kell memorizálni és alkalmazni, míg művelői által inkább egyfajta mintaalkotó tevékenységként él, ami nagy fokú kreativitást, élénk képzelőerőt, a gondolati szépség iránti érzéket követel. Számos a kilencvenes és a kétezres évek elején készült mozifilm és filmsorozat („Pi”, „Bizonyítás”, „Good Will Hunting”) gyakran valójában negatív képet mutat a matematikusokról, magányos szociopata zseniként festve le őket; de még a legjobb esetben is vagy csak szórakozott csodabogárként jelennek meg, akiket teljesen leköt az, hogy egyenleteket és geometriai ábrákat firkálnak, vagy valamiféle emberi számológépekként, akik bonyolult számítási műveleteket tudnak csodálatra méltó sebességgel és pontossággal végrehajtani. Szintén teljesen irreális képet mutatnak az ilyen jellegű alkotások a matematikai problémamegoldás folyamatáról. Például a „Gyilkos számok” (er. „NUMB3RS”) c. sorozat egyik főszereplője kevesebb mint egy nap alatt megold olyan problémákat, melyeket egy matematikus-bizottságnak is valószínűleg hónapokig tartana megoldani.
A matematika története – Matematikusok – Matematikafilozófia – Matematikaoktatás – Matematikai tehetséggondozás – Matematikadidaktika – A matematika pszichológiája
Matematikai díjak – Abel-díj – Matematikaversenyek – Matematikai társulatok és szövetségek – Nemzetközi Matematikai Unió

### A matematika nem kizárólag…
- Fejszámolóművészet
- Természettudomány
- Számmisztika

### További irodalom

#### Könyvek és folyóiratok
- Obádovics J. Gyula: Matematika (18. kiadás) Scolar Kiadó, Budapest, 2005
- Courant, R. – Robbins, H.: Mi a matematika? Gondolat, Budapest, 1966
- Reuben Hersh: A matematika természete Typotex Kiadó, 2000
- Ambrus András: Bevezetés a matematikadidaktikába Egyetemi jegyzet. ELTE Eötvös kiadó, 1995
- Ruzsa Imre: A matematika néhány filozófiai problémájáról Tankönyvkiadó, Budapest
- Lakatos Imre: Bizonyítások és cáfolatok Typotex Kiadó, 1999
- Bronstejn–Musiol–Mühlig–Szemengyajev: Matematikai kézikönyv Typotex Kiadó, 2007 ISBN 978-963-2790-79-4
- G.A. Korn és T.M. Korn: Matematikai kézikönyv műszakiaknak Műszaki könyvkiadó 1975 ISBN 9631006735
- Fried Ervin, Pásztor István, Reiman István, Révész Pál: Matematikai Kisenciklopédia Gondolat Könyvkiadó, 1968
- Zeldovich Ja. B. Zeldovics és A.D. Miskisz: Az alkalmazott matematika elemei Gondolat 1978 ISBN 963-280-327-2
- B.L. van der Waerden: Egy tudomány ébredése Gondolat, Budapest, 1977 ISBN 2399986276584
- Pólya György: Indukció és analógia Gondolat 1988 ISBN 963-282-066-5
- David Bloor: Wittgenstein és Mannheim a matematika tudásszociológiájáról – a matematika tudásszociológiai értelmezése
- Sokszínű matematika tankönyvsorozat 1-12 évf., Mozaik Kiadó, Szeged, 2000–2006